# Inveja do útero e da vagina

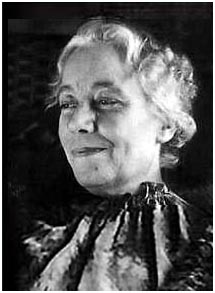
Psiquiatra neo-freudiana Karen Horney (1885–1952).

Na psicologia feminista, os termos inveja do útero e inveja da vagina denotam a ansiedade não expressa que algumas pessoas do sexo masculino sentem na inveja natural das funções biológicas específicas de pessoas do sexo feminino (gravidez, parto, aleitamento materno) — emoções que impulsionam sua subordinação social das pessoas do sexo feminino, e para dirigirem-se ao sucesso na perpetuação de seus nomes através de legados materiais. Cada termo é análogo ao conceito de inveja feminina do pênis, derivado da teoria do desenvolvimento psicossexual, presente na psicanálise freudiana; eles abordam as dinâmicas do papel social de gênero subjacentes à “inveja e fascínio com os seios femininos e a lactação, com a gravidez e o parto, e a inveja da vagina [que] são pistas para um complexo de feminilidade dos homens, que se defendem contra por meios psicológicos e socioculturais”.

## Definição
Inveja do útero denota a inveja que as pessoas do sexo masculino sentem de um papel principal da pessoa do sexo feminino de alimentar e sustentar a vida. Ao cunhar o termo, a psiquiatra neo-freudiana Karen Horney (1885–1952) propôs que as pessoas do sexo masculino experimentam a inveja do útero mais fortemente do que as pessoas do sexo feminino experimentam a inveja do pênis, porque “os homens precisam depreciar as mulheres mais do que as mulheres precisam depreciar os homens”. Como psicanalista, Horney considerou a inveja do útero uma tendência cultural, psicossocial, como o conceito de inveja do pênis, ao invés de uma característica psicológica masculina inata.
Posteriormente, em Eve's Seed: Biology, the Sexes, and the Course of History (2000), o historiador Robert S. McElvaine estendeu o argumento de Horney que a inveja do útero é um fator poderoso e elementar na insegurança psicológica sofrida por muitos homens. Ele cunhou o termo síndrome não-menstrual (SNM), denotando a inseguraça de um homem diante dos poderes biológicos e reprodutivos do sexo feminino; portanto, a inveja do útero impulsiona os homens a definirem suas identidades em oposição às mulheres. Por isso, homens que são invejosos do poder reprodutivo das mulheres insistem que um “homem de verdade” deve ser “não-mulher”, portanto eles procuram dominar socialmente as mulheres — o que eles podem fazer ou não durante a vida — como compensação psicológica pelo que pessoas do sexo masculino não podem fazer biologicamente.
Inveja da vagina denota a inveja que os homens sentem em relação às pessoas do sexo feminino por terem uma vagina. Em Psychoanalysis and Male Sexuality (1966), Hendrik Ruitenbeek relacionam a inveja da vagina com o desejo dos homens de serem capazes de dar à luz e de urinar (maior taxa de fluxo) e se masturbar de maneiras fisicamente diferentes daquelas disponíveis para pessoas do sexo masculino, e que tal inveja psicológica pode produzir misoginia em homens neuróticos. Além disso, em Vagina Envy in Men (1993), o médico Harold Tarpley elucida as diferenças teóricas entre os conceitos de "inveja da vagina", "inveja do útero", "inveja dos seios" e "inveja do parto", emoções nas quais os homens sofrem inveja — “um desejo relutante da excelência ou da vantagem de outro” — das capacidades biológicas femininas das pessoas do sexo feminino da gravidez, do parto, do aleitamento materno e da liberdade do papel-social de nutrir fisicamente as crianças.

## Críticas
As teorias de Horney e de seus seguidores tem pouca ou nenhuma credibilidade entre os acadêmicos modernos, a falta de evidências empíricas, a pouca capacidade de verificação e a utilização de termos controversos e pouco embasados, são tidos como alguns dos principais pontos fracos dessa teoria. Segundo alguns pesquisadores, as teorias de Horney foram criadas com base em estudos de pacientes neuróticos, sem levar em consideração indivíduos saudáveis, o que a torna invalida ao retratar os homens no geral, ou quando se trata de indivíduos saudáveis.